# Couteau à peindre
Pour les articles homonymes, voir couteau (homonymie).

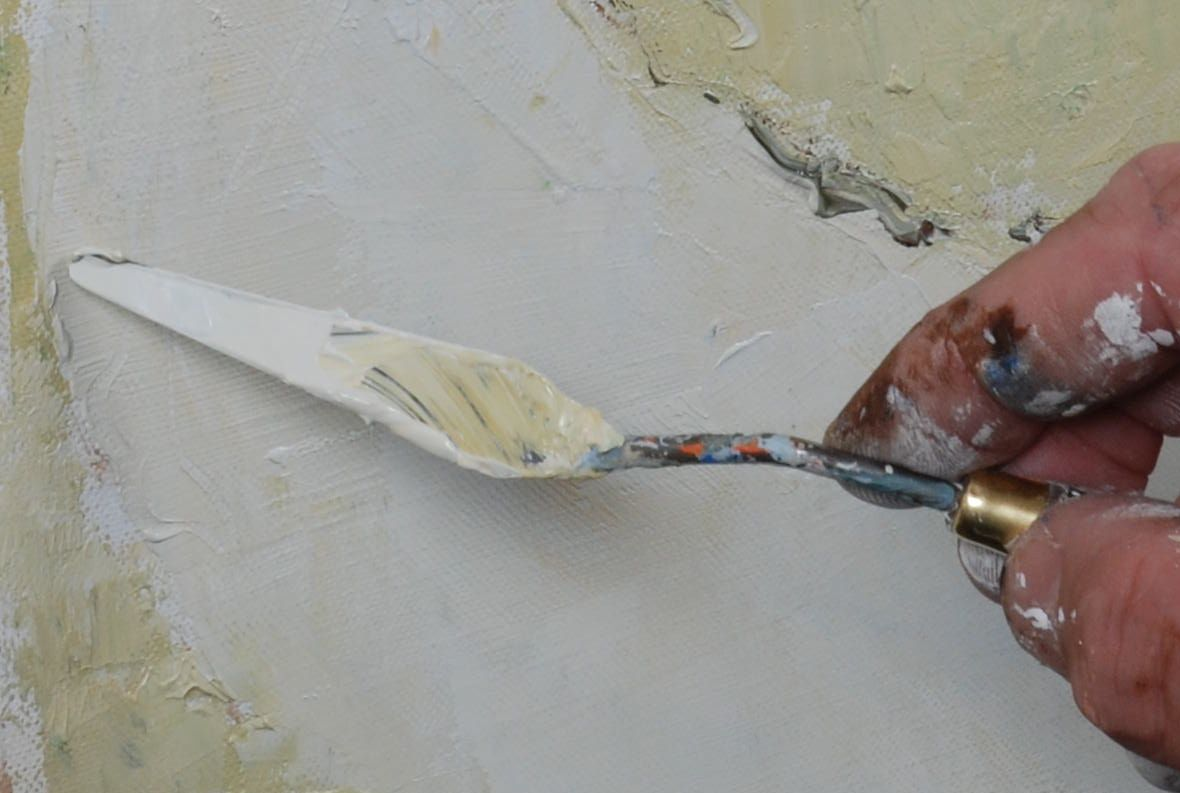
Couteau à peindre.

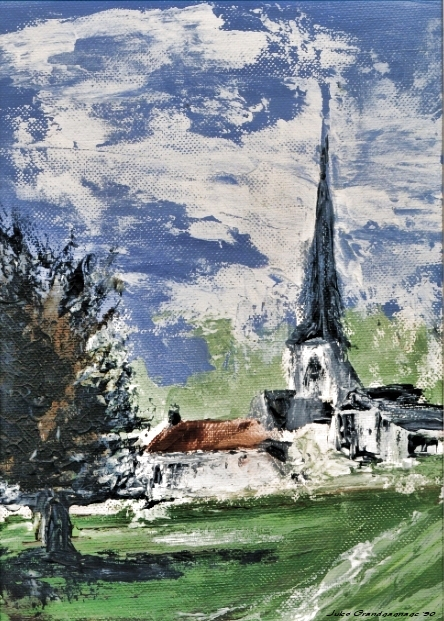
Peinture au couteau à peindre.

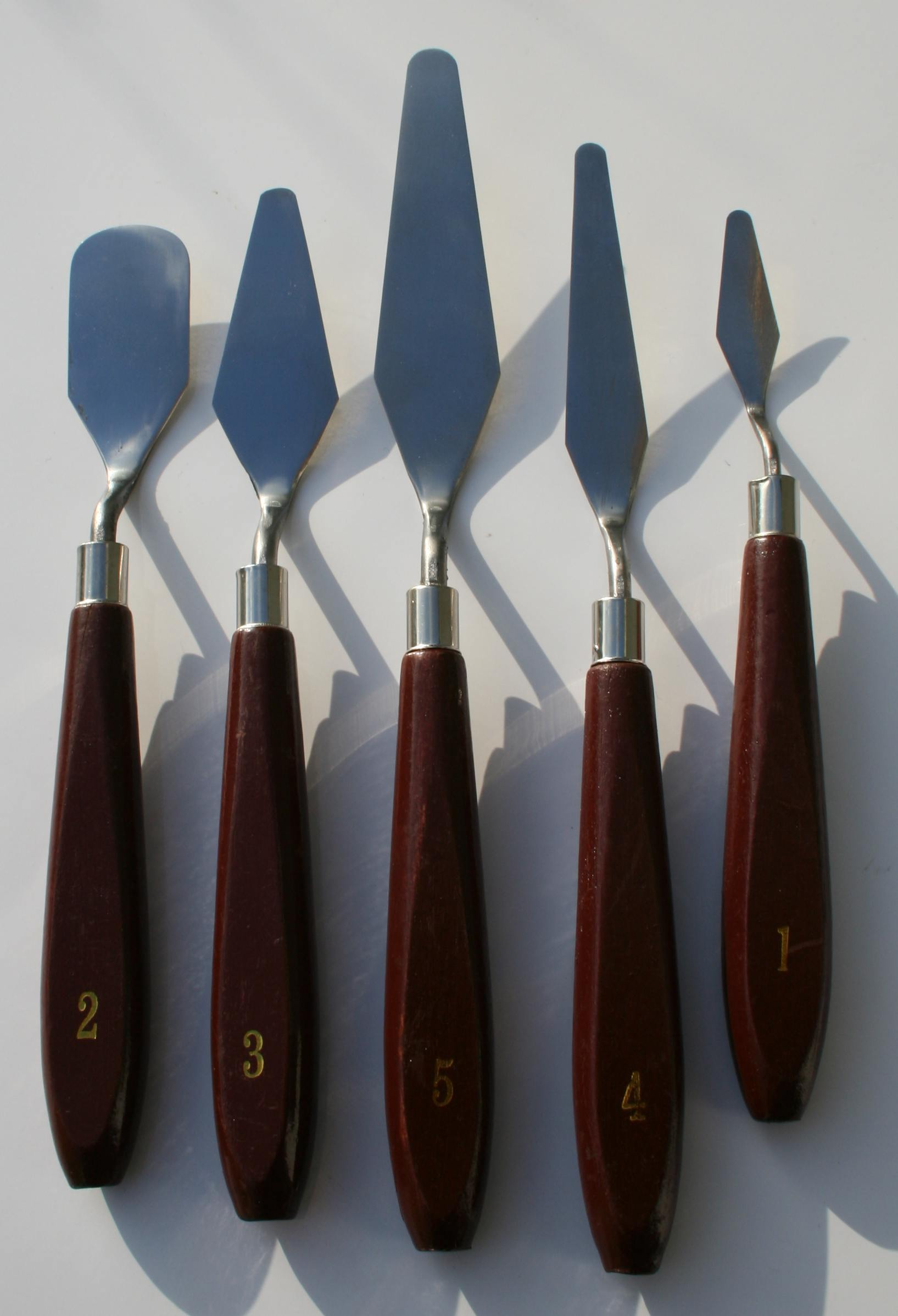
Différentes formes de couteaux à peindre.

Le couteau à peindre est utilisé en peinture comme outil pictural pour étaler la peinture épaisse sur la toile et/ou travailler l'œuvre par empâtements. On parle de peinture au couteau.
Selon la forme de la lame, il permet de déposer les touches de peinture à un endroit précis.
Il peut remplacer la brosse ou le pinceau. La pâte doit être épaisse et dense : huile ou acrylique, pures ou additionnées de médium.
On appelle couteau de peintre ou couteau à enduire un instrument similaire, mais plus robuste, qui sert au peintre en bâtiment principalement pour les enduits.

## Description
La lame émoussée du couteau à peindre est en acier extrêmement flexible dont l'extrémité peut être de différentes formes : courte ou allongée, pointue ou arrondie, rectangulaire, trapèze ou triangulaire. Cette lame peut être symétrique ou asymétrique.
Le couteau à peindre se caractérise par un manche fin « coudé » tel une truelle, ce qui facilite l'étalement de la peinture sur la toile sans que la main vienne frotter contre le support.
Il se distingue ainsi du couteau à palette dont la lame plus large est dans le prolongement du manche et est plus adaptée pour mélanger les couleurs sur la palette.

## Peintres au couteau
On nomme souvent Courbet comme le pionnier de la peinture au couteau. Or il semblerait que cette technique remonte à Titien, comme le rapporte Vasari dans Le Vite. À sa suite, d’autres — souvent en fin de carrière — ont aimé triturer la pâte à l’aide du couteau à peindre : Franz Hals, Rembrandt, Fragonard, les Impressionnistes, ainsi que des artistes contemporains tels que Nicolas de Staël, Jean-Michel Coulon, Paul-Émile Borduas, Jean-Paul Riopelle ou Yo Marchand.